# Secunda Hyadum
Secunda Hyadum eller Delta1 Tauri (δ1 Tauri, förkortat Delta1 Tau, δ1 Tau) som är stjärnans Bayerbeteckning, är en dubbelstjärna belägen i den mellersta delen av stjärnbilden Oxen och anses ingå i stjärnhopen Hyaderna. Den har en kombinerad skenbar magnitud på 3,77 och är synlig för blotta ögat. Baserat på parallaxmätning inom Hipparcosuppdraget på ca 21 mas, beräknas den befinna sig på ett avstånd av ca 156 ljusår (48 parsek) från solen. 

## Nomenklatur
Delta1 Tauri har det traditionella namnet Hyadum II (Secunda Hyadum), vilket är latin för "Andra Hyaden". Inga andra traditionella namn är kopplade till denna stjärna.

## Egenskaper
Primärstjärnan Delta1 Tauri Aa är en vit till gul jättestjärna  av spektralklass G9.5 III CN0.5, där suffixet "CN0.5" anger ett litet överskott av dicyan i den yttre atmosfären. Den är kromosferiskt aktiv och visar en radial hastighetsvariation av 9,3 ± 0,2 m/s med en period på 165 ± 3 dygn.  Den är en enkelsidig spektroskopisk dubbelstjärna, med en omloppsperiod på 529,8 dygn och en excentricitet på 0,42.
Primärstjärnan har en massa som är 2,8 gånger solens massa och en uppskattad radie som är 11,4 gånger större än solens. Den utsänder från dess fotosfär ca 69 gånger mera energi än solen vid en effektiv temperatur på ca 5 000 K.
Secunda Hyadum har en visuell följeslagare, komponent B, av magnitud 13,21 separerad av 111,8 bågsekunder från huvudstjärnan. Den är troligtvis inte fysiskt relaterad till huvudstjärnan.